# Курдиновский, Евгений Митрофанович
Евгений Митрофанович Курдиновский (1874 ― 1933) ― российский и советский учёный, акушер-гинеколог, доктор медицинских наук, профессор, заведующий кафедрой и клиникой акушерства Второго Московского государственного университета (1923—1933).

## Биография
Евгений Митрофанович Курдиновский родился в 1874 году в Кишинёве.
В 1892 году завершил обучение в Херсонской гимназии и успешно поступил на историко-филологический факультет Новороссийского университета. В 1894 году перевёлся учиться в Военно-медицинскую академию в Санкт-Петербурге, которую завершил в 1900 году, получив звание «Лекаря с отличием».
В 1903 году успешно защитил диссертацию на соискание степени доктора медицинских наук. С 1903 по 1905 годы был командирован за границу для повышения профессионального уровня. В 1907 году стал работать приват-доцентом кафедры акушерства и гинекологии Военно-медицинской академии. В годы Первой мировой войны являлся руководителем сводного хирургического полевого госпиталя Северо-Западного фронта. Преподавательскую деятельность в Военно-медицинской академии осуществлял до 1920 года. С 1920 по 1923 годы проживал в городе Перми, где работал профессором Пермского государственного университета. С 1923 года был назначен и трудился профессором Второго Московского государственного университета.
Является автором около 100 научных работ. Его научные труды в основном посвящены изучение и анализу охраны материнства и младенчества, физиологии и патологии женского организма, профессиональной патологии и профилактике женских болезней, обезболиванию родов, научным основам диспансеризации. Огромный вклад внёс по вопросам становления социально-гигиенического направления в акушерстве и гинекологии. Является автором руководства по гистологии женской половой сферы. Разработанная им схема возбуждения родовой деятельности носит имя профессора Курдиновского. Инициатор целого ряда методических пособий для изучения влияния труда и быта на организм женщины, а также автор комплекса мероприятий по профилактике онкологических заболеваний в гинекологии.
Активный участник медицинского сообщества. Являлся членом правления Всесоюзного научного общества акушеров-гинекологов, а также членом ученого медицинского совета Наркомздрава РСФСР. Его избирали почётным председателем ряда заседаний VII и VIII Всесоюзных съездов акушеров и гинекологов. Являлся редактором редакционного отдела «Акушерство и гинекология» в первом издании Большой медицинской энциклопедии.
Умер в 1933 году в Москве.

## Научная деятельность
Труды, монографии:
- Курдиновский Е.М. Физиологические и фармакологические опыты на изолированной матке, диссертация, Санкт-Петербург, 1903;
- Курдиновский Е.М. Об обезболивании нормальных родов, Санкт-Петербург, 1906;
- Курдиновский Е.М. Краткий курс патологической гистологии женской половой сферы, Санкт-Петербург, 1910;
- Курдиновский Е.М. Женские болезни, как патологические жизнепроявления всего организма, Труды акуш.-гинек, общества, состоящего при 1-м Московском университете, т. 29, 1924, С. 173.